# Sjuhundra landsfiskalsdistrikt
Sjuhundra landsfiskalsdistrikt var 1918-1941 ett landsfiskalsdistrikt i Stockholms län, bildat när Sveriges indelning i landsfiskalsdistrikt trädde i kraft den 1 januari 1918, enligt beslut den 7 september 1917. Landsfiskalsdistriktet avskaffades den 1 oktober 1941 (genom kungörelsen 28 juni 1941) när Sverige fick en ny indelning av landsfiskalsdistrikt. Av dess ingående områden överfördes kommunerna Husby-Lyhundra, Fasterna, Rimbo, Rö och Skederid till Frötuna landsfiskalsdistrikt och kommunerna Lohärad och Malsta till Vätö landsfiskalsdistrikt.
Landsfiskalsdistriktet låg under länsstyrelsen i Stockholms län.

## Ingående områden

### Från 1918
Sjuhundra härad:
- Fasterna landskommun
- Rimbo landskommun
- Rö landskommun
- Skederids landskommun

Lyhundra härad:
- Lohärads landskommun
- Malsta landskommun
- Husby-Lyhundra landskommun